# Sōsuke Uno
Sosuke Uno (27 de Agosto de 1922 — 19 de Maio de 1998) foi um político do Japão. Ocupou o lugar de primeiro-ministro do Japão de 2 de junho de 1989 a 9 de agosto de 1989.